# Brama południowa opactwa w Krzeszowie
Brama południowa opactwa w Krzeszowie – znajduje się w murze zespołu klasztornego. Obiekt wpisany jest do rejestru zabytków jako integralna część Pomnika Historii.

## Historia
Brama południowa została wzniesiona w pierwszej połowie XVIII wieku jako element monumentalnego zespołu klasztornego opactwa cysterskiego w Krzeszowie. Powstała w okresie intensywnej barokowej przebudowy i rozbudowy zespołu, mającej na celu podkreślenie znaczenia zakonu oraz jego pozycji religijnej i gospodarczej. Brama pełniła funkcję reprezentacyjną, prowadzącą wprost na dziedziniec klasztorny.
Po sekularyzacji dóbr klasztornych w 1810 roku obiekt przeszedł na własność państwa pruskiego. Obecnie należy do diecezji legnickiej.

## Znaczenie i ochrona konserwatorska
Brama stanowi cenny przykład barokowej architektury sakralnej i ogrodowej. Jej dekoracyjna forma, wykorzystanie klasycznych porządków architektonicznych oraz bogaty detal rzeźbiarski świadczą o wysokim poziomie artystycznym. Obiekt wpisano do rejestru zabytków decyzją z 12 stycznia 2004 roku jako część zespołu opactwa cysterskiego w Krzeszowie (nr rej. 204/A/04/1-13).
W 2004 roku zespół klasztorny w Krzeszowie, w tym brama południowa, został uznany za Pomnik historii — jedną z najważniejszych form ochrony dziedzictwa kulturowego w Polsce.

## Charakterystyka
Brama została wzniesiona w pierwszej połowie XVIII wieku. Ma charakter reprezentacyjny i pełni funkcję architektonicznego wejścia na teren opactwa.

### Materiały i technika wykonania
Została wzniesiona z kamienia oraz pełnej cegły ceramicznej, łączonych zaprawą wapienną. Powierzchnia została otynkowana gładko zatartym tynkiem wapiennym. Węgary (ościeżnice) oraz detale architektoniczne wykonane są z piaskowca. Drewniana, dwuskrzydłowa brama posiada dekoracyjne, promieniście (odśrodkowo) ułożone deski.

### Układ przestrzenny
Brama została zbudowana na planie dwóch trapezoidów o falistym obrysie, połączonych odcinkiem muru zbliżonym do prostokąta.

### Bryła i elewacja
Brama jest jednokondygnacyjna, jednoprzelotowa i trójosiowa. Boczne osie tworzą rozbudowane węgary posadowione na cokole, ujęte po bokach pojedynczymi kolumnami w porządku jońskim. W dalszej części węgary rozchodzą się kulisowo w formie pilastrów o profilach wklęsło-wypukłych. Kolumny i pilastry wspierają faliste belkowanie, podzielone gierowanym gzymsem, który przechodzi przez całą szerokość bramy.
Przelot bramy ujęty jest ościeżnicami w formie pilastrów i zamknięty pełnym łukiem ze zwornikiem sięgającym do gzymsu kordonowego. Bramę wieńczy profilowany, gierowany gzyms koronujący, prosty nad węgarami, nad przelotem przechodzący w łuk o profilu wklęsło-wypukłym. Na skrajnych osiach gzymsu umieszczono kamienne wazony z girlandami, a na osi środkowej — putto z krzyżem.